# Steen (materiaal)

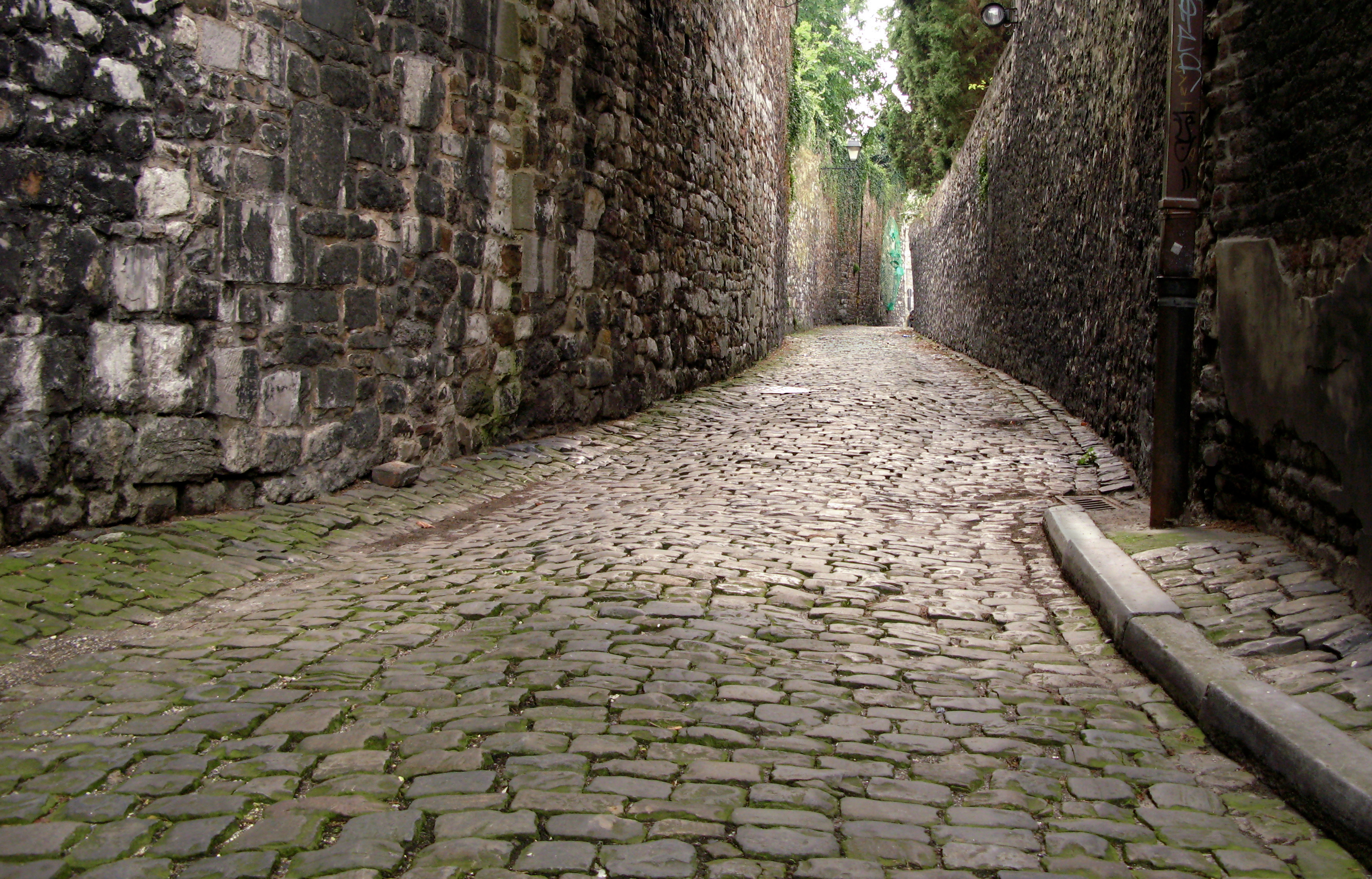
Stenen plaveisel en stenen muren in de Belgische stad Hoei.

Steen is een harde stof met een minerale samenstelling (bijvoorbeeld baksteen, beton of natuursteen).
Steen kan op verschillende wijzen worden geproduceerd of gewonnen:
- gedolven uit een steengroeve
- gebakken uit klei
- gevormd uit beton
- gemaakt van kalk en zand: kalkzandsteen